# 西村俊成
西村 俊成（にしむら としなり、1901年3月13日 - 1977年）は、昭和期の雑誌編集者。大日本雄辯會講談社（現・講談社）「少年倶楽部」の編集長を務め、のち常務、顧問を歴任。八王子市の曹洞宗信松院住職を務めた。

## 来歴
東京都生まれ。曹洞宗大学（今の駒澤大学）卒業。大日本雄辯會講談社入社。
「婦人倶楽部」などの編集を担当し、「少年倶楽部」の編集長を務めた。1956年1月31日、取締役就任。1964年1月28日に取締役（元常務）を退任し顧問。
1971年、児童文化功労者（日本児童文芸家協会）。1968年「追想の広川弘禅」（私家版）の編集を務めた。

## 受賞
- 1971年　児童文化功労者（日本児童文芸家協会）

## 家族
- 息子　西村俊一（映画製作者、宣弘社・C.A.Lのテレビプロデューサー、脚本家）
- 息子　西村輝成（文筆家、八王子市の曹洞宗信松院住職、全日本仏教会副会長）